# 弥富市立十四山中学校
弥富市立十四山中学校（やとみしりつ じゅうしやまちゅうがっこう）は、愛知県弥富市にある公立中学校。

## 概要
- 弥富市立十四山東部小学校校区、弥富市立十四山西部小学校校区の生徒が通学する[1]。校区は、旧・海部郡十四山村全域に該当する。
- 屋上は津波・高潮緊急時避難場所に指定されており、地上から屋上へ直接昇れる津波避難用非常階段が設置されている。

## 沿革
- 1947年（昭和22年）4月 - 十四山村立十四山中学校として開校する。十四山村立十四山東部小学校の隣接地に校舎が完成する。
- 1954年（昭和29年）9月 - 現在地に校舎が完成し、移転する。
- 1959年（昭和34年）9月26日 - 伊勢湾台風により校舎が半壊する。
- 1960年（昭和35年） - 校舎が完成する。
- 1962年（昭和37年） - 技術室、家庭科室が完成する。
- 1965年（昭和40年） - 体育館が完成する。
- 1966年（昭和41年） - プールが完成する。
- 1991年（平成3年） - 特別教室が完成する。
- 2006年（平成18年）4月1日 - 弥富町が十四山村を編入。市制施行し、弥富市となる。同時に弥富市立十四山中学校に改称する。
- 2009年（平成21年） - 男子生徒が同級生4人からいじめを受け、右腕に後遺症を負う事件が発生する[2]。
- 2013年（平成25年）9月27日 - 津波避難用非常階段が完成する。
- 2021年（令和3年）11月24日 - 当時3年生の男子生徒が同学年の男子生徒に刺殺される事件が発生する[3]。
- 2023年（令和5年）6月27日 - 女子生徒を盗撮しようとしたとして、男性教員が愛知県迷惑防止条例違反の疑いで逮捕される事件が発生する[4]。

## 校歌
- 串田益夫作詞／鬼頭孝夫作曲

## 交通アクセス
- 弥富市コミュニティバス東部ルート「十四山中学校」バス停より徒歩約5分。

## 周辺施設
- 愛知県立海翔高等学校
- 弥富市立十四山東部小学校
- 弥富市立十四山西部小学校
- 弥富市役所十四山支所
- 海南こどもの国